# Walter Ellison (cầu thủ bóng đá)
Samuel Walter Ellison (27 tháng 8 năm 1923 – tháng 12 năm 1994) là một cầu thủ bóng đá người Anh thi đấu ở vị trí tiền vệ chạy cánh cho Sunderland.